# Zwitserse inventaris van cultureel erfgoed van nationaal en regionaal belang

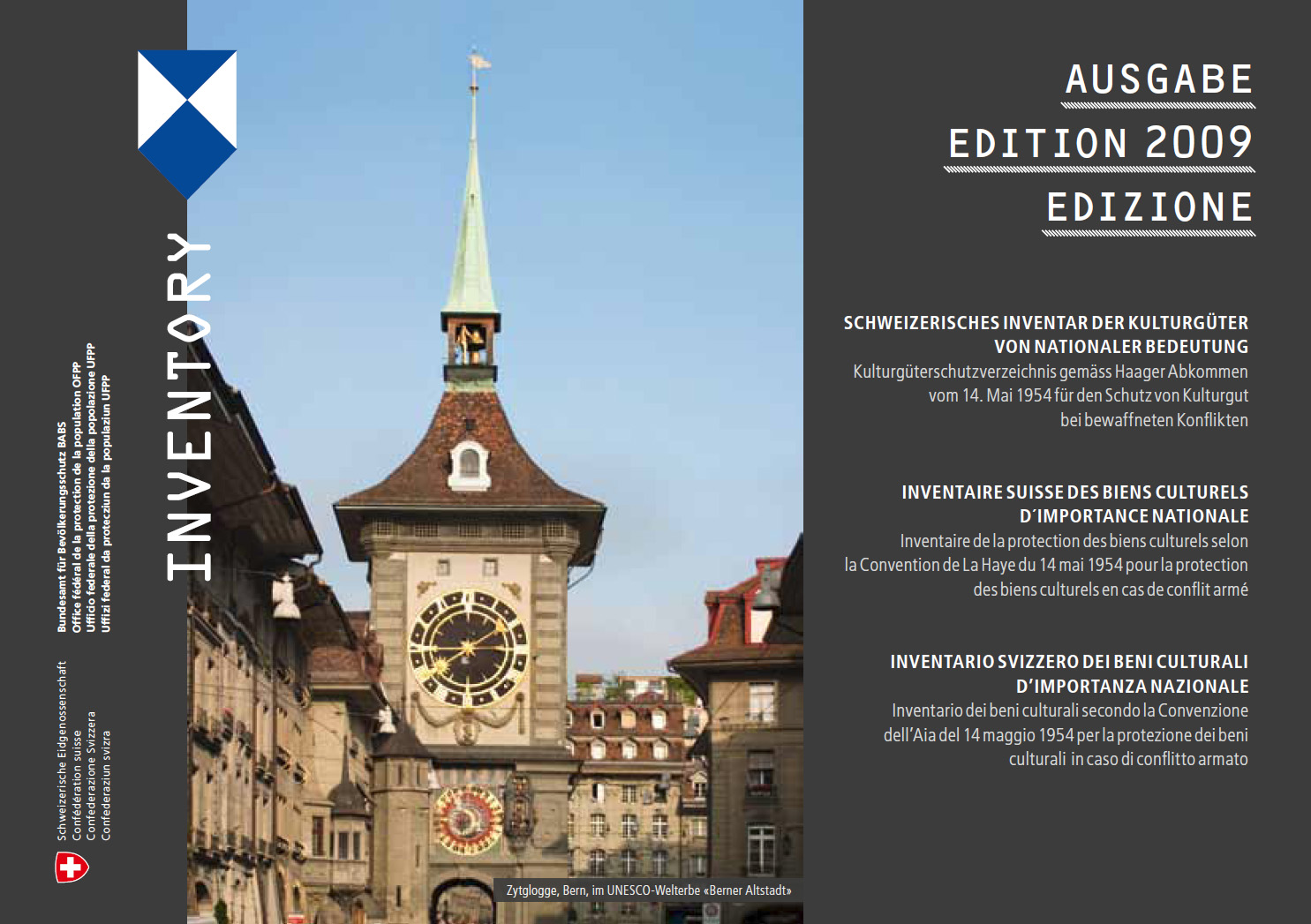
Voorblad van het register uit 2009. De foto toont de Zytglogge in Bern

De Zwitserse inventaris van cultureel erfgoed van nationaal en regionaal belang is een register van ongeveer 8.300 items van cultureel erfgoed in Zwitserland. Ze werd opgericht overeenkomstig artikel 5 van het tweede protocol van de Haagse conventie voor de bescherming van cultureel erfgoed in geval van een gewapend conflict, dat voorziet in de oprichting van nationale registers van culturele goederen.

## Omvang
Het register bevat voornamelijk immobiele items van cultureel erfgoed, zoals oude steden, wijken, pleinen, dorpen, sacrale gebouwen, huizen, kastelen, bruggen, monumenten, archeologische vindplaatsen en collecties. De items zijn ingedeeld in twee groepen: die van nationaal belang (klasse A - zo'n 1800 items) en die van regionaal belang (klasse B). De selectie is gebaseerd op het belang van de items op het gebied van geschiedenis, esthetica, kunst, typologie, etnografie, sociale studies en in andere wetenschappelijke disciplines, alsook over hun zeldzaamheid waarde. Items met zuiver lokale betekenis zijn niet inbegrepen, deze kunnen apart geregistreerd worden door de kantonnale autoriteiten. 

## Publicatiegeschiedenis
Het register is opgesteld door het Federale Bureau van Civiele Bescherming in samenwerking met de kantonnale autoriteiten en formeel uitgegeven door de Federale Raad. Het werd voor het eerst gepubliceerd in 1988 en opnieuw uitgegeven in geactualiseerde vorm in 1995 en 2009. De herziening van 2009 heeft alleen betrekking op A-klasse items en de B-klasse objecten zullen op een later tijdstip herzien en bijgewerkt worden. Het Federale Bureau van Civiele Bescherming heeft het register van 2009 op het internet gepubliceerd als een geografisch informatiesysteem en als een verzameling PDF-documenten. Een gedrukte catalogus werd gepubliceerd in 2010.